# 秋色種
秋色種（あきのいろくさ）は、長唄の曲名。
作詞者は盛岡藩第12代藩主南部利済といわれていたが、利済はその時江戸に居ないので、この説は間違いである。
南部侯女隠居教子が新築に際して作詞した。また南部利義が漢詩を挿入したといわれている。
作曲者は十世杵屋六左衛門。純鑑賞曲である。
麻布不二見坂の盛岡藩南部家下屋敷新築披露宴で弘化二年十二月一日（1845）に初演された。